# جیسپ
جیسپ (به هلندی: Jisp) یک منطقهٔ مسکونی در هلند است که در ورمرلاند واقع شده‌است. جیسپ ۱٬۱۳۰ نفر جمعیت دارد.